# Nectandra microcarpa
Nectandra microcarpa är en lagerväxtart som beskrevs av Carl Daniel Friedrich Meisner. Nectandra microcarpa ingår i släktet Nectandra och familjen lagerväxter. Inga underarter finns listade i Catalogue of Life.